# Bellardia nova
Bellardia nova är en tvåvingeart som beskrevs av Knut Rognes 2002. Bellardia nova ingår i släktet Bellardia och familjen spyflugor.
Artens utbredningsområde är Syrien. Inga underarter finns listade i Catalogue of Life.